# Club Unión América
Maillots
Le Club Unión América est un club péruvien de football disparu, basé à Lima.

## Histoire
Fondé le 4 juillet 1928 dans le quartier de Barrios Altos (es) à Lima, l'Unión América fait son apparition en deuxième division en 1955. L'année suivante, il en devient le vice-champion derrière le Porvenir Miraflores. Deux ans plus tard, ces deux mêmes clubs terminent à égalité de points au classement général du championnat de D2 ce qui les oblige à disputer un barrage pour le titre de champion. Le 18 janvier 1959, l'Unión América prend sa revanche sur le Porvenir Miraflores en remportant 3-0 ledit barrage au stade national de Lima. Ce sacre lui permet de monter en 1re division en 1959, avant de redescendre aussitôt en 2e division dès la fin de la saison. Ce sera d'ailleurs sa seule expérience en D1. 
L'Unión América se maintient en D2 jusqu'en 1968. Sa dernière apparition dans le milieu du football remonte à 1987, lorsqu'il joue l'Interligas de Lima, un tournoi réunissant les différentes ligues de district de Lima.

## Résultats sportifs

### Palmarès
| Compétitions nationales                                                    | Compétitions régionales                                |
| - Championnat du Pérou D2 (1) : - Champion : 1958. - Vice-champion : 1956. | - Liga de Lima (3) : - Vainqueur : 1952, 1953 et 1954. |

### Bilan et records
- Saisons au sein du championnat du Pérou : 1 (1959).
- Saisons au sein du championnat du Pérou D2 : 13 (1955-1958 / 1960-1968).

## Personnalités historiques de l'Unión América

### Entraîneurs marquants
- José Chiarella (1958-1959), champion du Pérou D2 en 1958[2].
- Pedro Valdivieso (1964)